# Tominanga aurea
Tominanga aurea là một loài cá thuộc họ Atherinidae. Nó là loài đặc hữu của Indonesia.